# BZB Nr. 19 (Lokomotive)
Die Lokomotive 19 der Bayerischen Zugspitzbahn ist eine meterspurige Elektrolokomotive für den reinen Zahnradbetrieb, die von Stadler Rail geliefert wurden.

## Geschichte
Im Jahr 2014 bestellte die Bayerische Zugspitzbahn eine neue Berglokomotive bei Stadler. Sie wurde benötigt, um während der Bauphase der neuen Seilbahn Zugspitze (April bis Dezember 2017) zwischen den Stationen Eibsee und Zugspitze einen Halbstundentakt anbieten zu können. Langfristig gesehen soll die neue Berglokomotive auch die beiden älteren Berglokomotiven 14 und 15 für Schneeräumfahrten und Güterzüge ablösen, die aufgrund ihrer zu geringen Geschwindigkeit nicht mit den neueren Doppeltriebwagen 10 und 11 bzw. 12 bis 16 im selben Fahrplan verkehren können.
Hergestellt wurde die Lokomotive im Stadler-Werk Bussnang mit der Fabriknummer 4329, sie kostete rund 3,8 Millionen Euro. Zu ihrem Einsatzort wurde die Lokomotive zuerst mittels Rollböcken (Loco Buggies) der Firma RailAdventure bis nach München gefahren und von dort aus auf einem Tieflader nach Garmisch-Partenkirchen transportiert, wo sie mit Hilfe eines Krans am 5. Oktober 2016 aufgegleist wurde.

## Technik
Die Berglokomotive erhielt die Betriebsnummer 19 und ist als reine Zahnradlokomotive mit der Achsfolge 1zz1‘1zz1‘ ausgeführt. Sie kann somit nur auf der Bergstrecke zwischen Grainau und Zugspitze verkehren. In Anlehnung an die alten Berglokomotiven wurde für die Lokomotive ein eckiges Aussehen mit den klassischen Farben gewählt. Mit ihren vier Achsen unterscheidet sich die Lokomotive jedoch deutlich von ihren Vorgängerinnen.
Eine elektrodynamische Bremse wirkt als Betriebsbremse entweder auf einen Bremswiderstand oder sie speist Strom in die Oberleitung zurück. Dazu kommen noch zwei unabhängig voneinander wirkende Zahnradbremsen, die jeweils auf alle vier Triebzahnräder wirken. Neben den pneumatisch wirkenden Zahnradbremsen besitzt die Lokomotive eine Vakuumbremsausrüstung, um vorhandene Vorstellwagen mitführen zu können. Sie ist in der Lage, gebremste Vorstellwagen mit einer Masse von 40 Tonnen und ungebremste Vorstellwagen mit 30 Tonnen zu befördern.
An beiden Enden der Lokomotive befinden sich Führerstände, jedoch wurde beim bergseitigen Führerstand zugunsten einer Funkfernsteuerung auf eine vollständige Ausrüstung verzichtet. Mit dieser Funkfernsteuerung ist man in der Lage, die Lokomotive immer im Einmannbetrieb von der Spitze des Zuges zu steuern, ohne dass eine Umrüstung der vorhandenen Personen- und Güterwagen erfolgen muss. In Deutschland wurde damit erstmals eine Funkfernsteuerung im Personenverkehr zugelassen. Der Einstieg erfolgt über Fronttüren, die immer in Fahrtrichtung Berg gesehen auf der linken Seite angeordnet sind, um auch im Tunnel eine Evakuierung des Fahrzeugs sicherzustellen.